# Carcere de La Santé
Il carcere de La Santé (nome per esteso Maison d'arrêt de la Santé) è una prigione gestita dal Ministero della giustizia che si trova nella parte orientale del quartiere di Montparnasse nel XIV arrondissement di Parigi.
La Santé è una delle più famose prigioni francesi e, insieme al carcere di Fleury-Mérogis (il più grande carcere d'Europa) e al penitenziario di Fresnes, una delle tre principali prigioni della regione parigina.
La prigione venne inaugurata il 20 agosto 1867 e si trova sul sito di un antico "mercato del carbone" e ha sostituito il convento delle Madelonnettes nel III arrondissement, che era stato usato come prigione dopo la Rivoluzione. In precedenza, sullo stesso sito, si trovava una maison de la santé (casa di cura) costruita per ordine di Anna d'Austria e trasferita nel 1651 all'attuale ospedale Sainte-Anne. Inizialmente la prigione aveva 500 celle, aumentate a 1.000 nel 1900 a seguito della chiusura del carcere La Roquette nel 1899. Le celle sono lunghe 4 metri, larghe 2,5 metri e alte 3 metri.
All'interno del carcere si tenevano anche esecuzioni con la ghigliottina e furono giustiziati circa quaranta prigionieri.

## La Santé nella cultura di massa
- Arsenio Lupin, personaggio di fantasia di Maurice Leblanc, fu prigioniero nel carcere nel romanzo 813 (1910) ed anche nel romanzo "Le avventure di Arsenio Lupin" (1907), edizione integrale, nell'episodio 'Arsenio Lupin in prigione'.
- Arsenio Lupin vi entra ed esce a suo piacimento nell’episodio L'arresto di Arsenio Lupin della celebre serie televisiva con protagonista Georges Descrières.
- Appare nel film Quei signori della Santé (Ces messieurs de la Santé, 1934), diretto da Pierre Colombier.
- In Le Passe-muraille (1941), di Marcel Aymé, l'eroe, Dutilleul, vi è incarcerato fino all'inevitabile fuga.
- La Santé è la prigione in cui si svolge interamente il film Il buco (1960), diretto da Jacques Becker. Durante i preparativi per la fuga dei prigionieri, quando due di essi raggiungono le fogne e fanno capolino attraverso un tombino si vedono i nomi delle strade (boulevard Arago e rue de la Santé) sui segni nei canali della fogna e una vista esterna della prigione, all'angolo tra boulevard Arago e rue de la Santé.
- Georges Brassens evoca il carcere nella sua canzone La Femme d'Hector:

(Georges Brassens, La Femme d'Hector)
 Come nella canzone Celui qui a mal tourné, a due riprese:
(Georges Brassens, Celui qui a mal tourné)
 e 
(Georges Brassens, Celui qui a mal tourné)
- Yves Duteil evoca l'empatia del passante per i prigionieri della salute nella sua canzone Il muro della prigione di fronte.
- La prigione è il luogo d'incarcerazione del personaggio di Esmeralda, secondo il testo della canzone Dov'è? dall'atto II del Notre-Dame de Paris, il cui paroliere è Luc Plamondon:

(Dov'è? dall'atto II del Notre-Dame de Paris)
- La Santé è menzionata nel testo della canzone Cinque metri quadrati, scritto da Manu Lanvin, composto da Manu Lanvin e Calvin Russell e due volte eseguito da Calvin Russell (singolo, poi duetto con Gérard Lanvin) in Calvin Russell album Dawg Eat Dawg, che risale al 2009:

(Manu Lanvin e Calvin Russell, Cinque metri quadrati)
- Il video-gioco The Escapists, simulazione di fuga dalla prigione, aggiunge un libero contenuto aggiuntivo il 16 febbraio 2016, intitolato Paris Prison Pen, ispirato direttamente alla prigione della Santé, che viene descritta dagli sviluppatori come «la prigione più dura del mondo».
- Il romanzo La metamorfosi di un granchio, di Sylvie Dazy, (2016, ed. Le Dilettante) si svolge nel carcere della Santé, dove l'autrice si trovava come educatrice.

## Alcuni prigionieri famosi
- Guillaume Apollinaire
- Ahmed Ben Bella
- Mohamed Boudiaf
- Yvan Colonna
- Léon Daudet
- Jacques Fesch
- Jean Genet
- Jérôme Kerviel
- Albert Libertad
- Francesc Macià
- Cheb Mami
- Jacques Mesrine
- Samy Naceri
- Manuel Noriega
- Maurice Papon
- Gabriel Péri
- Georges Picquart
- Issei Sagawa
- Ilich Ramírez Sánchez
- Victor Serge
- Albert Spaggiari
- Bernard Tapie
- Seth Gueko
- Booba
- Jean Genet
- Phan Châu Trinh
- Lucio Urtubia